# Министерство юстиции и безопасности Нидерландов
Министе́рство юсти́ции и безопа́сности — министерство Нидерландов. До 14 октября 2010 года, министерство носило название Министерство юстиции, но при Рютте название было изменено, так как министерство взяло на себя функции безопасности Министерства внутренних дел.

## Задачи
Перед министерством стоят следующие задачи:
- предупреждение преступности в целях построения более безопасного общества;
- защита молодёжи и детей;
- правоохранительная деятельность;
- предоставление независимого, доступного и эффективного отправления правосудия и правовой помощи;
- оказание поддержки жертвам преступлений;
- обеспечение справедливого, последовательного и эффективного исполнения наказания и других санкций;
- регулирование иммиграции в Нидерландах;
- координация политики борьбы с терроризмом.

## Отделы
- Генеральный директорат по вопросам законодательства, международным делам и иммиграции;
- Генеральный директорат по профилактике, молодёжи и санкциям;
- Генеральный директорат по вопросам администрации об исполнительной юстиции и праве;
  - Генеральный Совет прокуроров;
    - Прокуратура;

  - Институт судебной медицины Нидерландов;
  - Агентство исправительных учреждений.